# Prométhée... banquier
Pour plus de détails, voir Fiche technique et Distribution.
Prométhée… banquier est un film français réalisé par Marcel L'Herbier, sorti en février 1921 et adapté de la pièce Prométhée déchaîné.

## Synopsis
Transposition du mythe de Prométhée à l'époque contemporaine.

## Fiche technique
- Titre : Prométhée... banquier
- Réalisation : Marcel L'Herbier
- Scénario : Marcel L'Herbier
- Pays de production :  France
- Société de production : Gaumont
- Société de distribution :
- Format : Noir et blanc - Muet - 1,33:1 - 35 mm
- Genre : Drame
- Durée : 16 minutes
- Dates de sortie : 
  - France : 1921

## Distribution
- Gabriel Signoret
- Ève Francis
- Marcelle Pradot
- Jaque Catelain
- Philippe Hériat
- Léon Moussinac
- Louis Delluc
- Marcel Rival